# 波斯尼亚和黑塞哥维那部长会议主席
波斯尼亚和黑塞哥维那部长会议主席，简称波黑部长会议主席，为波斯尼亚和黑塞哥维那的政府首脑，亦称总理。
波黑政府名为部长会议，由部长会议主席和各部长组成，任期4年。部长会议主席由波斯尼亚和黑塞哥维那主席团任命，经议会代表院批准。各個部长則由部长会议主席任命。
现任波斯尼亚和黑塞哥维那部长会议主席为博里亚娜·克里什托，在2022年波黑大选后于2023年1月25日就职。博里亚娜·克里什托是首位担任该职位的女性。